# Jean-Claude Méry
Pour les articles homonymes, voir Méry.
Promoteur et membre du comité central du RPR, Jean-Claude Méry (29 juin 1942, Casablanca – 11 juin 1999 ou bien le 9 juin 1999, L'Haÿ-les-Roses ) joua un rôle central dans l'affaire des HLM de Paris et la collecte de fonds pour le financement illégal du RPR. Il meurt d'un cancer le 11 juin 1999. Il laisse une confession enregistrée sur cassette vidéo (appelée depuis la cassette Méry).
En raison de ses influences, il fut souvent surnommé « Méry-de-Paris » ou « le gros »,.

## L'affaire des HLM de Paris

### Dénonciation fiscale
Partie à l'été 1994 d'une dénonciation fiscale contre un entrepreneur familier des cercles gaullistes, Francis Poullain, PDG de la SAR, dans le contexte d'affrontement qui préludait à l'élection présidentielle de 1995, entre partisans de Jacques Chirac et d'Édouard Balladur, la procédure devait conduire le 29 septembre 1994 à l'interpellation et la mise en examen du promoteur Jean-Claude Méry, qui est écroué. 
Poursuivi pour « trafic d’influence, complicité d’abus de biens sociaux et infraction à la législation sur la facturation», il lui est reproché d'avoir bénéficié, à travers ses bureaux d’études parisiens, de fausses factures payées par des entreprises intéressées aux marchés publics de rénovation du parc HLM de la Ville de Paris, du département des Hauts-de-Seine et du conseil régional d’Île-de-France. Ses agendas révèlent que ce vaste système de collecte occulte (38 millions de francs jusqu’en 1993) implique de nombreuses personnalités proches du RPR. 
Dès les premières heures de l'enquête du juge Éric Halphen, Jean-Claude Méry est présenté comme le « collecteur de fonds » du mouvement chiraquien, personnage influent à la Mairie de Paris, dissimulant à peine les fonctions qu'était censée masquer sa plaque de « consultant ».

### Les agendas de Jean-Claude Méry
Le 28 octobre 1994, Rémy Halbwax, ancien syndicaliste policier et collaborateur du président du groupe RPR du conseil régional d’Île-de-France, Robert Pandraud, est mis en examen et écroué. Son nom apparaissait dans les agendas de Jean-Claude Méry. 
Son nom figurant également dans l’un des agendas de Jean-Claude Méry, Michel Roussin, ministre de la Coopération du gouvernement Balladur, ancien directeur de cabinet du maire de Paris Jacques Chirac en 1992, est mis en examen le 14 novembre 1994 pour recel d'abus de biens sociaux, après avoir démissionné. Il est soupçonné d’avoir servi d’intermédiaire dans l’affaire des fausses factures dont aurait bénéficié le RPR, en échange d’importantes sommes en espèces. Un non-lieu est prononcé le 15 décembre 1995. 

### Les comptes suisses
En 1995 est découverte, en Suisse, une société écran appelée Farco Enterprise, société panaméenne dont l'ayant droit est Jean-Claude Méry, et qui dispose d'un compte dans une banque de Genève. Les enquêteurs y ont retrouvé la trace de virements effectués par la Lyonnaise des eaux, en 1992, à l'époque où l'une de ses filiales obtenait une part du fructueux marché des ascenseurs de l'office HLM de Paris. 
À Genève, le gestionnaire du compte Farco avait, pour sa part, indiqué : « La société Farco a été créée à la fin de 1990 pour les besoins de M. Jean-Claude Méry. Nous savions qu'il était membre de l'appareil du RPR. Il avait probablement besoin de cette société pour faire du financement politique. » Ces propos, recueillis à la faveur d'une commission rogatoire en Suisse, ont été reproduits dans Le Monde du 14 mai 1996.

### Financement politique
Selon l'ordonnance de renvoi en correctionnelle du juge d'instruction Armand Riberolles, Jean-Claude Méry « avait reçu mission d'assurer le financement des activités politiques de ce parti en collectant des fonds, notamment auprès des entreprises fournisseuses de l'Opac ». 
Jean-Claude Méry informait les entreprises sur les marchés en cours. Il obtenait de l'office HLM que la désignation officielle d'un lauréat soit suspendue, le temps qu'il lui fasse cracher le prix de son influence. Jean-Claude Méry établissait des fausses factures en contrepartie de ses interventions (38,7 millions de francs). L'accusation a relevé la « vacuité » des intitulés. 
Des entreprises l'ont rémunéré directement sur un compte en Suisse : Fargo, 10 millions de francs en cinq ans, dont les deux tiers ont été retirés en liquide. Les « enveloppes » redistribués par Méry ont longtemps retenu l'attention des enquêteurs, sa secrétaire donnant même le nom de quelques personnalités politiques de premier plan, bien que rien n'ait pu être prouvé. 
Le 9 décembre 1994, deux dirigeants de la société CG2A, filiale de la Générale des eaux, sont mis en examen pour « abus de biens sociaux et complicité d’infraction à la législation sur la facturation ». Ils sont soupçonnés d’avoir, pour obtenir un marché avec l’office HLM de Paris, versé une commission de 13 millions de francs à Jean-Claude Méry.

### La cassette Méry
Le 24 mai 1996, l'ancien homme-clé des finances secrètes du RPR s'installe face à la caméra d'Arnaud Hamelin et raconte son histoire sur ce qui sera la « cassette Méry ».
Le 22 septembre 2000, Le Monde publie une partie des aveux posthumes de Jean-Claude Mery. Alain Belot, alors avocat du financier occulte du RPR, révèle, durant sa garde à vue, avoir remis l'original de la cassette-confession à Dominique Strauss-Kahn avec qui il a travaillé de 1988 à 1991.
Entre 2002 et 2004, les investigations du juge Armand Riberolles ont validé le contenu de la cassette vidéo dans laquelle le financier occulte du RPR affirmait notamment avoir remis 5 millions de francs en espèces à Jacques Chirac en octobre 1986. Armand Riberolles n'en a pas tiré les mêmes conclusions que son prédécesseur.